# Кирпичников, Алексей Петрович
Алексе́й Петро́вич Кирпи́чников (1810—1886) — русский купец, краевед и благотворитель, потомственный почётный гражданин.

## Биография
Родился в 1810 году. Жил в Симбирске.
Являлся общественным и государственным деятелем, одним из самых крупных жертвователей на благотворительные нужды города. Был в Симбирске купеческим старостой, ратманом (судебная должность в Российской империи в середине XIX века), в 1856—1863 годах был церковным старостой в Спасо-Вознесенском соборе, Симбирский городской голова в 1862—1864 годах.
Также Алексей Петрович был директором Тюремного комитета, товарищем директора Городского банка, членом комитета Николаевского дома неимущих граждан. Являлся крупным домовладельцем — владел в Симбирске двумя каменными домами, пятью каменными лавками в Гостином дворе, двумя лавками в Соляном ряду, тремя каменными лабазами, занятыми галантерейными магазинами.

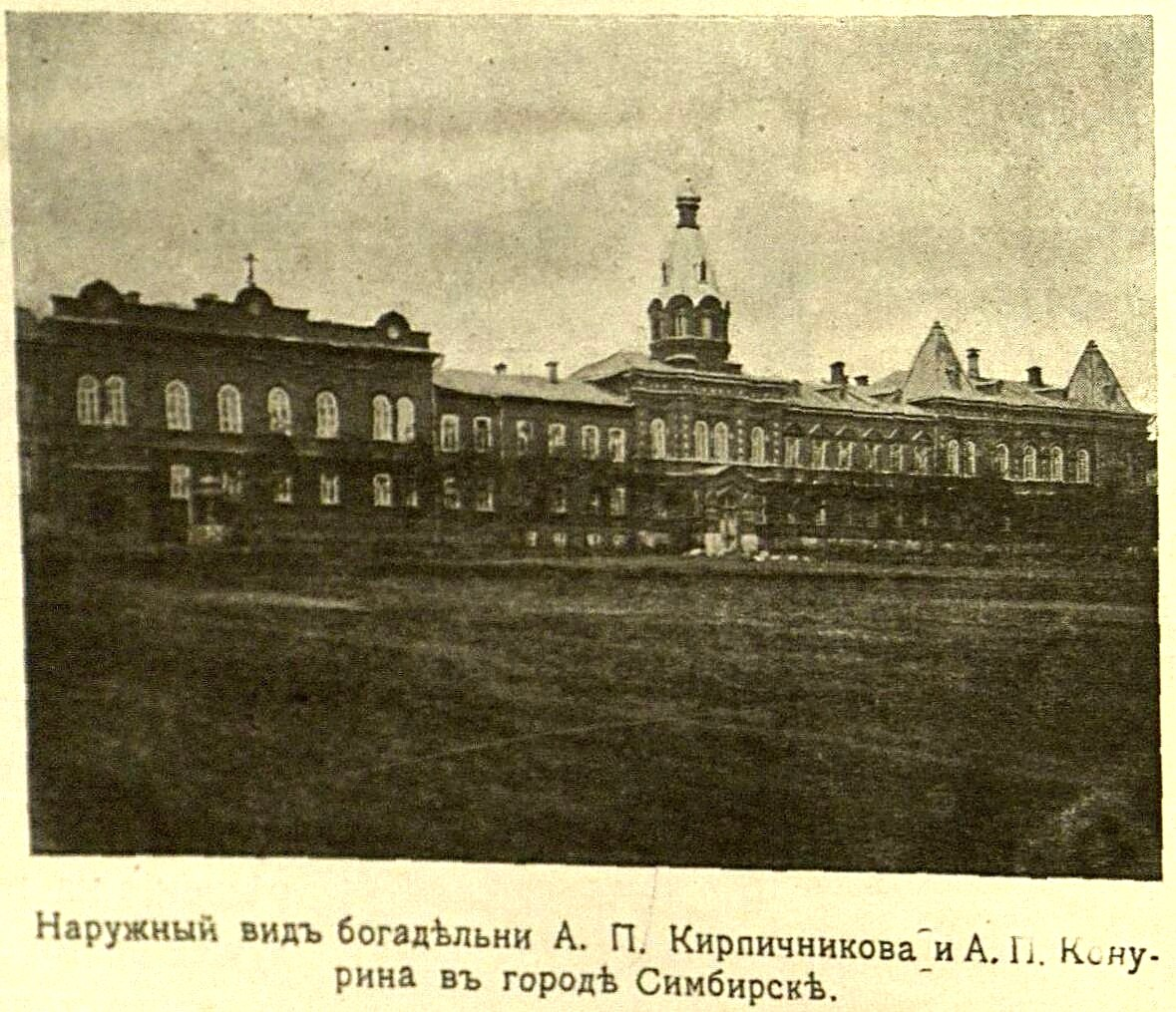
Симбирская городская богадельня

Был женат на Анастасии Александровне Кирпичниковой (1841-10.4.1918); не имея детей, ещё при жизни пожертвовал два дома для городской богадельни и детского приюта (архитектор М. Г. Алякринский). Умер 3 декабря 1886 года в Симбирске. С 1887 года, по его духовному завещанию, вдова Анастасия Александровна стала ежегодно вносить в пользу двух приютов в городе Симбирске по 50 тысяч рублей. За четыре года сумма пожертвования составила 200 тысяч рублей, на которые город в 1893 году открыл новую богадельню и назвал её именем дарителя — имени Алексея Петровича Кирпичникова. 19 октября 1886 года при городской богадельне был открыт храм (домовая церковь) во имя святого Александра Невского.
Два года после смерти Алексея Петровича вдова одаривала симбирские храмы: Вознесенский и Троицкий соборы, Тихвинскую церковь, Спасский монастырь. Анастасия Александровна заменила мужа во многих благотворительных организациях и была членом Палестинского общества, комитета Карамзинской библиотеки от купечества, попечительницей детского приюта, внеся большое пожертвование во время учреждения в приюте братства святого Александра Невского. В селе Семёновка Ардатовского уезда, где Кирпичникова приобрела хутор с конным заводом, она открыла школу, обновила церковь. Также была попечительницей школы в селе Должниково Карсунского уезда, предоставив ей новое помещение и средства на учебные принадлежности. В 1904 году она была награждена золотой медалью «За усердие» на Станиславской ленте. После Октябрьской революции была разорена новой властью и умерла 22 апреля 1918 года.
Анастасия Александровна была похоронена на кладбище Покровского монастыря, которое вскоре этой же властью сровняли с землёй. Было уничтожено и Всехсвятское кладбище, на котором находилась могила Алексея Петровича Кирпичникова.